# Mountain Home (Idaho)
Mountain Home é uma cidade localizada no estado americano de Idaho, no Condado de Elmore.

## Demografia
Segundo o censo americano de 2000, a sua população era de 11.143 habitantes.
Em 2006, foi estimada uma população de 11.656, um aumento de 513 (4.6%).

## Geografia
De acordo com o United States Census Bureau tem uma área de
13,4 km², dos quais 13,4 km² cobertos por terra e 0,0 km² cobertos por água.

## Localidades na vizinhança
O diagrama seguinte representa as localidades num raio de 68 km ao redor de Mountain Home.